# Lokomotiva 122
Lokomotiva řady 122 (původně E 469.2) je elektrická lokomotiva pro stejnosměrnou napájecí soustavu určená pro nákladní dopravu. Vyrobila ji plzeňská firma Škoda v roce 1967 pod továrním označením Škoda 57E a patří k československým elektrickým lokomotivám tzv. I. generace. V souvislosti s dále rostoucím objemem přeprav byla o několik let později ještě vyrobena série mírně vylepšené a upravené řady 123 (E 469.3).
Zpočátku tyto lokomotivy sloužily i v osobní dopravě, s postupnými dodávkami elektrických jednotek a lokomotiv na vyšší rychlosti ale byly z těchto výkonů staženy a soustředěny výhradně do dopravy nákladní. Od roku 2007 jsou proto všechny existující lokomotivy v majetku nákladního dopravce ČD Cargo. Většina lokomotiv vydržela v provozu téměř půlstoletí; první větší vyřazování přišlo až v roce 2015 díky nákupu lokomotiv řady 163 a později také Siemens Vectron. V současnosti jde o jednu z nejstarších řad elektrických lokomotiv ČD Cargo a v nejbližších letech by mělo dojít k její postupné redukci.

## Vznik, výroba a dodávky
Po roce 1960 postupovala elektrizace železnic v Československu velmi rychlým tempem a dosud vyráběné typy lokomotiv (představované především řadami E 469.1, E 669.1 a E 669.2) přestávaly pro rostoucí objem nákladní dopravy postačovat. Od Federálního ministerstva dopravy proto přišel požadavek na sérii nových čtyřnápravových lokomotiv, typově vycházejících z předchozích řad. Technicky tyto lokomotivy vyšly především z řady E 469.1, některé konstrukční celky ale byly přepracovány a zdokonaleny na základě připomínek z provozu stávajících strojů. Celá série byla vyrobena bez prototypu během roku 1967 a ihned zařazena do provozu – všechny lokomotivy byly přiděleny do lokomotivního depa Ústí nad Labem s určením přednostně pro těžkou nákladní dopravu na hlavních tratích do Mostu, Nymburka a Děčína. 

## Konstrukce

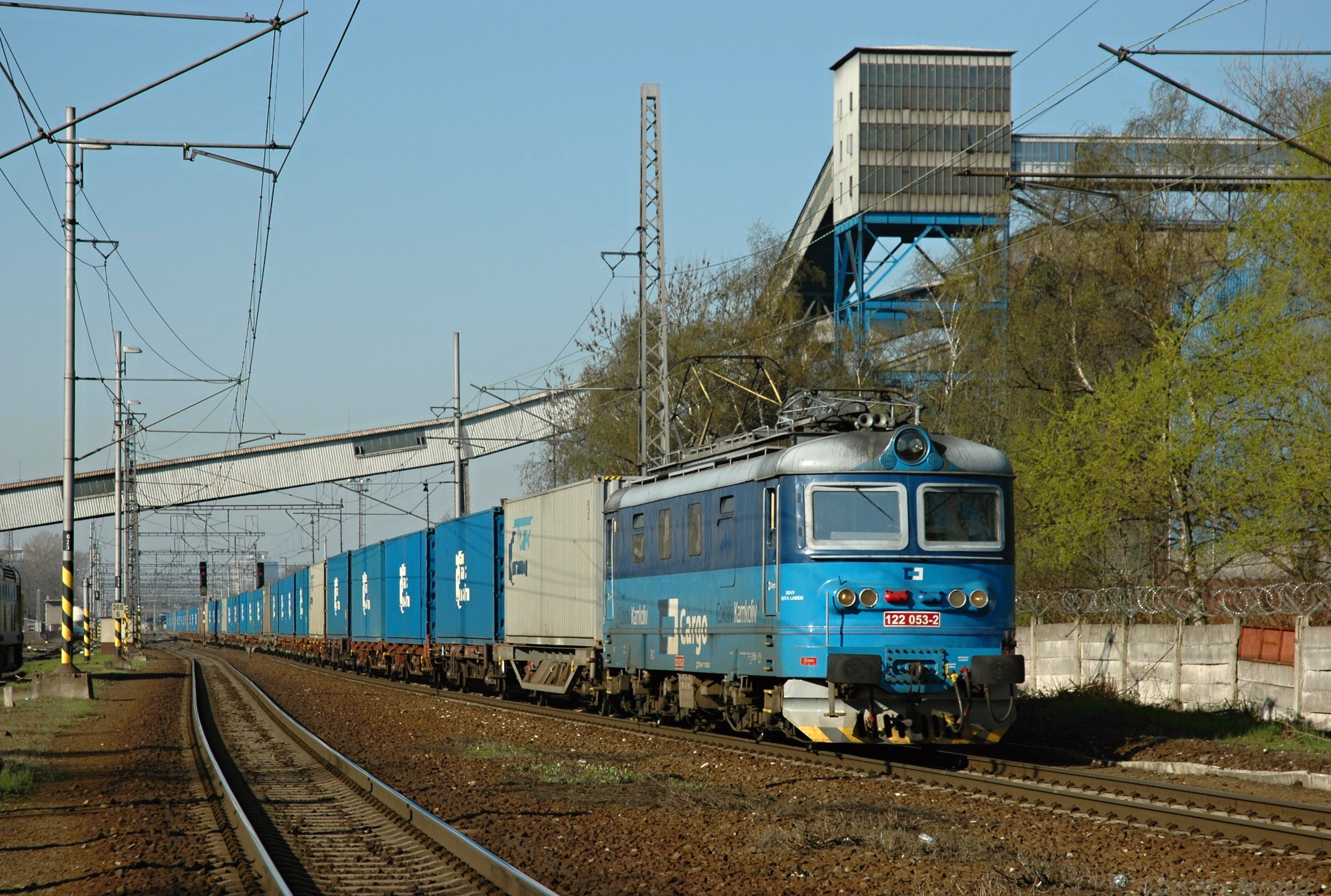
Lokomotivy řady 122 jsou opatřovány i modrým korporátním lakem svého majitele v několika různých variantách

U řady 122 je použita ocelová skříň se dvěma koncovými stanovišti strojvedoucího, do nichž je vstup z venku na rozdíl od starších řad z obou stran. Jsou použita nová čela s odlišnými světly i dálkovým reflektorem (s drobnými změnami převzatá z řady 182) a na boku ozdobný plát, jenž byl v původním nátěru zdůrazněn bílou barvou. V průběhu let byl na některých lokomotivách odstraněn, případně nahrazen pouze nalakovaným pruhem. Mezi stanovišti se nachází strojovna se čtyřmi bočními, částečně otevíratelnými okny na každé straně. Zde jsou uložena všechna elektrická zařízení včetně hlavního kontroléru. Regulace výkonu je tradiční odporová, principiálně převzatá z řady 121 s několika drobnými změnami v elektrických obvodech. Pohon zajišťují čtyři trakční motory, pro každé dvojkolí jeden o výkonu 510 kW. Brzdová výstroj sestává z přímočinné a samočinné tlakové brzdy (řízené brzdičem DAKO BS-2) a zajišťovací ruční brzdy; elektrodynamickou brzdou lokomotiva není vybavena.
Z výroby byly lokomotivy také vybaveny zásuvkami pro možnost dvojčlenného řízení; v praxi se však využívalo pouze v prvních letech provozu a pouze výjimečně, z části strojů proto bylo časem demontováno. Pro zlepšení komfortu obsluhy byly jednotlivé stroje postupně modernizovány pomocí dosazení statických dobíječů, modernějších těsnicích hmot a dalších prvků za účelem snížení hlučnosti. V souladu s novými standardy také všechny lokomotivy získaly radiostanice GSM-R a některé stroje i světla z LED. Na lokomotivě 122.031 je od roku 2005 zkušebně nainstalována také klimatizace.

## Provoz

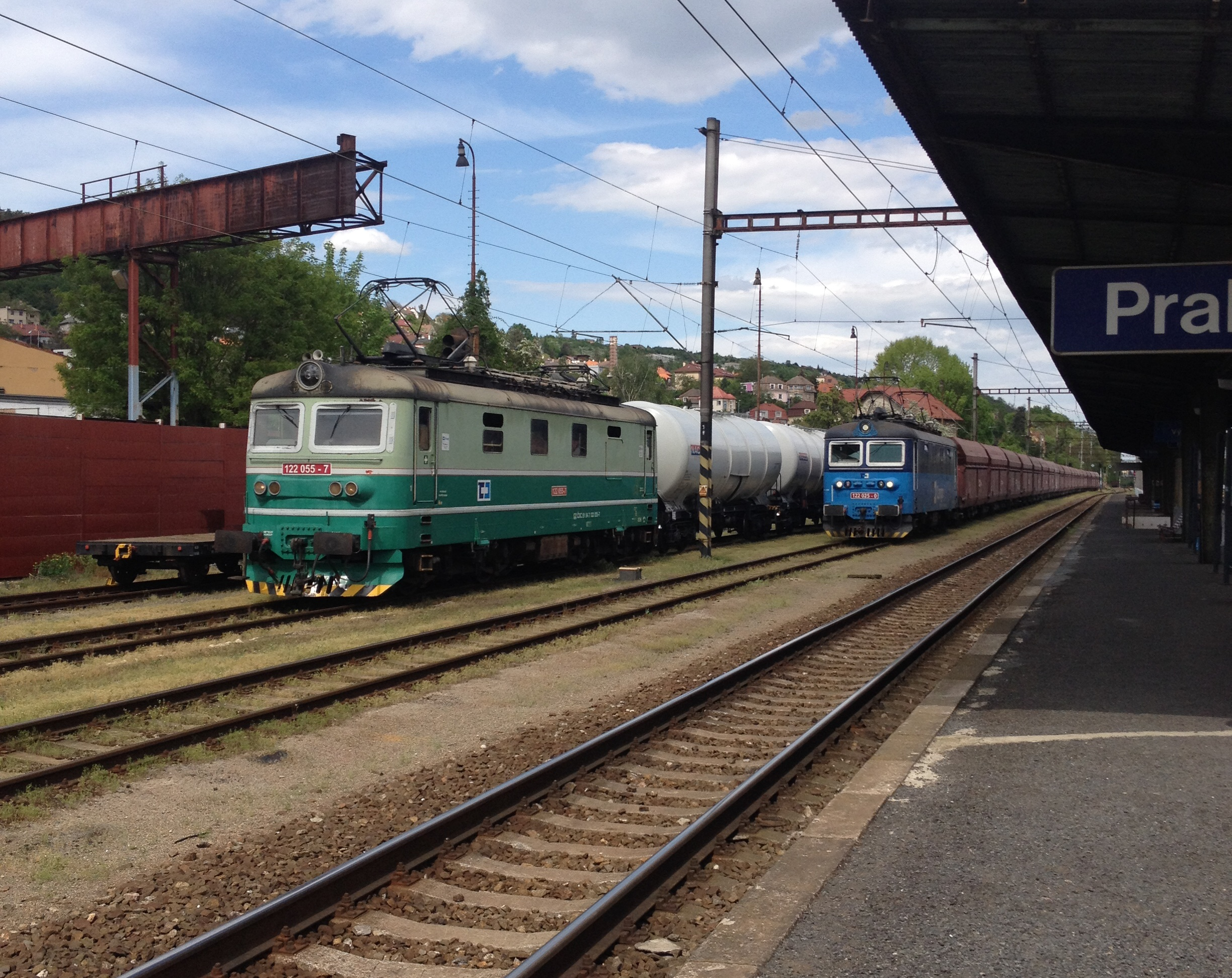
Lokomotiva 122 055 a 122 025 ve stanici Praha-Radotín

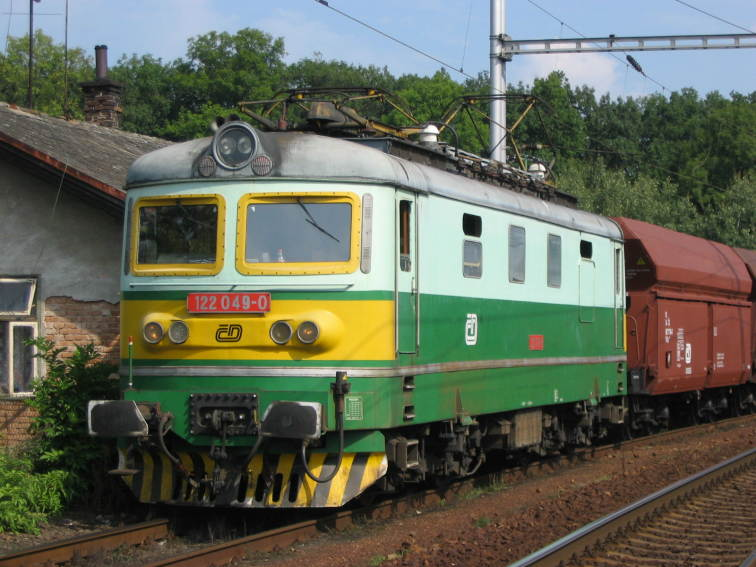
Jeden z mnoha pestrobarevných nátěrů řady 122, zde na stroji čísla 049

Vzápětí po dodání byly nové lokomotivy nasazeny do nákladní dopravy na všech elektrifikovaných tratích v severních a středních Čechách. V začátcích provozu sloužily také v osobní dopravě, vozily osobní vlaky z Děčína do Lysé nad Labem nebo i na trati z Ústí do Mostu. Zajímavostí bylo též jejich nasazení na rekreačních rychlících, které jezdily z NDR k letoviskům u Černého moře. Na těchto vlacích jezdily z Děčína až do Kutné Hory. Příležitostně dopravovaly i vojenské transporty, spartakiádní vlaky a další spoje. Většina jejich nasazení ale probíhala a probíhá v nákladní dopravě. Stěžejním výkonem je po mnoho let především vozba uhelných vlaků z Třebušic (nádraží Washington) a Ledvic, méně také ze Sokolovské pánve (s přepřahem v Chomutově). S touto energetickou surovinou zajíždějí k elektrárnám Opatovice, Chvaletice (železniční stanice Řečany nad Labem) a Mělník (železniční stanice Hněvice); do Hradce Králové přivážejí soupravy pro elektrárnu Poříčí, odtud pak do cíle pokračují s motorovými lokomotivami.
V roce 1971 byla vyrobena jednorázová série téměř identické řady E 469.3, lišící se pouze v detailech. Všechny lokomotivy však byly zařazeny do depa Praha Masarykovo nádraží s určením pro osobní i nákladní dopravu v okolí hlavního města. Obě řady se v jednom depu setkaly až v roce 1996, kdy byla z Prahy přesunuta celá řada nově označená jako 123 na sever Čech a oba typy jsou tak nasazovány na identických výkonech.
Během 90. let počet uhelných vlaků poklesl v souvislostí s plynofikací domácností a tepláren, přesto však tyto výkony zůstaly pro řadu 122 mezi nejdůležitějšími. Tradiční službou těchto lokomotiv je také doprava směsných nákladních vlaků spojujících velké železniční uzly, s nimi křižují např. trasy Most – Česká Třebová, Děčín – Nymburk apod. Od 90. let se také čím dál více objevují na jiných vlacích, včetně kontejnerových nákladních expresů a ucelených vlaků s automobily. Vozební ramena se ve srovnání s dřívějškem značně protáhla, i díky snaze vést část vlaků v co nejdelším úseku bez přepřahu se tak kromě okolí Prahy, severních a východních Čech objevují až na Moravě a ve Slezsku (naopak ostravské lokomotivy řady 130 zajíždí až do Ústí nad Labem či Mostu). Nejvzdálenějšími lokalitami, kde je možné tyto stroje dnes potkat, jsou stanice Kadaň-Prunéřov a Třinec.
Během mnoha let provozu bylo několik lokomotiv zničeno při těžkých nehodách, v osmdesátých letech díky tomu poklesl počet strojů o čtyři. Po roce 2000 byly také některé lokomotivy odstaveny a sešrotovány pro nadbytečnost, vzhledem k absenci jiných lokomotiv ale větší část strojů i přes své stáří zůstala v provozu. V roce 2007 byla z unitárních Českých drah vyčleněna nákladní divize ČD Cargo a celá řada 122 připadla právě jí. Nový provozovatel část lokomotiv přistavil i do větších oprav a při této příležitosti lokomotivy získaly modrý firemní nátěr. Větší část (přibližně 40 strojů) přežívala v provozu až do konce roku 2015, kdy byly odstaveny především exempláře v nejhorším technickém stavu. Dvě lokomotivy byly také vyřazeny po nehodě – 28. března 2015 se u Žalhostic čelně střetly stroje 122.019 a 023 a kvůli velkému poškození už posloužily pouze jako zdroje náhradních dílů. Dříve neotřesitelnou pozici „dvojek“ ve vnitrostátní nákladní dopravě poté oslabil pronájem a následný odkup lokomotiv řady 163 od mateřských Českých drah, které tuto řadu z významné části výkonů vytlačily. Během krátké doby byl počet provozních strojů zredukován a vzhledem k dodávkám dalších nových strojů (např. Siemens Vectron řady 383) je počítáno s postupným vyřazováním. I přes vysokou provozní spolehlivost a odolnost je zřejmá technická zastaralost a celková přestárlost této řady (část strojů již překonala hranici 5 milionů ujetých kilometrů), která vede ke snaze její výkony utlumit a pokud možno převést na mladší a hospodárnější typy lokomotiv. Na vlacích např. na trati Děčín – Nymburk jsou tak v případě možnosti náhrady střídány řadami 363, 363.5 či 372. Jelikož se u těchto strojů nepočítá se zabudováním mobilní části jednotného vlakového zabezpečovače, po přechodu jejich tratí na výhradní režim řízení pod ETCS skončí i provozní nasazování. 

## Přezdívky
- „dvojka“, „ústecká dvojka“ - podle původního řadového označení E469.2 a domovského depa
- „kostitřas“, „ústecký kostitřas“ - podle neklidného a houpavého chodu na méně kvalitním svršku
- „ústecký taurus“ - používáno především ostravskými strojvedoucími posměšně v asociaci s moderními rakouskými lokomotivami Taurus
- „dřevěnka“ - především u strojů v horším technickém stavu pro vystihnutí jejich zchátralosti a dřevěného obložení stanovišť
- „uhelka“, „staročeška“ - obecnější název pro nákladní lokomotivy, navíc často vozící vlaky s uhlím